# Alaptus stammeri
Alaptus stammeri är en stekelart som beskrevs av Soyka 1939. Alaptus stammeri ingår i släktet Alaptus och familjen dvärgsteklar.
Artens utbredningsområde är:
- Belarus.
- Bulgarien.
- Frankrike.
- Tyskland.
- Nederländerna.

Inga underarter finns listade i Catalogue of Life.